# Біла Орда
Бі́ла Орда́ (Ак-Орда) — феодальне тюркське політичне і військове утворення, що утворилася в XIV столітті (В середині XIII століття засноване Ордою Іхеном, сином Джучі) на території Казахстану в процесі розділу земель Золотої Орди поміж синами Джучі.

## Історія

Мапа з позначенням Ак-Орди 1300 рік

Посідала більшу частину басейну Сирдар'ї та степи на північному сході від Аральського моря до річок Ішиму й Сарису. 
Столицею Білої Орди було місто Сигнак. 
Населення складалося з тюркських кочових племен, яких історичні джерела називають узбеками-казахами. 
На початку XV сторіччя Біла Орда розділилася на ряд володінь, найбільшими з яких були Ногайська орда й Узбецьке ханство.

## Хани Білої Орди
Джучі, хан Золотої Орди (1225—1226)
- Орда Іхен, (син Джучі) (1226—1246, хан Золотої Орди, 1246—1251, хан Ак-Орди)
- Кун Киран (1251—1280)
- Конши-хан (1280-1302)
- Баян (1302—1309)
- Саси-Бука (1309—1320/1321)
- Ерзен-хан (1320/21-1337/1338)
- Мубарак-Ходжа (1337/1338—1344)
- Шимтай-хан (1344—1360)
- Урус-хан, хан Білої Орди та улусбек Сигнацького ханства (1369–1377)
- Токтакія[en] (1377)
- Темір-Мелик[kk] (1377—1378)
- Тохтамиш (1378—1395) об'єднав Кок-Орду і Ак-Орду в єдину державу
- Коїршик-хан (1395)
- Барак-хан, хан Ак-Орди (1423—1428)

## Території
У тюркських мовах слово «ак» означає «білий», «священний», слово «кок» позначає спектр кольорів від темно-синього до світло-блакитного. Китайці ділять світ на 5 кольорових гам: північ - чорний, схід - зелений (синій), захід - білий (священна країна), південь - червоний і золотий (жовта) середина. У свою чергу блакитний - це колір неба, тобто Тенгрі, вищого божества тюрків і монголів.
Ак-Орда ділилася на дві частини: західну - Північне Причорномор'я, Крим, Подоння, що стала володінням Куремси, Ногая, і східну - Надволжя, Північний Кавказ, що стала володінням Батия, Берке та інших Джучидів. Улуси Батия і Берке  в правління Берке були об'єднані в єдиний улус.
За версією Г. О. Федорова-Давидова про вторинний розподіл улусів, що підтримали Трепавлов В.В й Піщуліна К.А., - було дві Білі Орди та дві Сині Орди у східній (Казахстан й Сибір) та у західній частині (степові Україна й Росія) Дешт-і-Кипчак відповідно.